# La Rochénard
La Rochénard és un municipi francès situat al departament de Deux-Sèvres i a la regió de la Nova Aquitània. L'any 2007 tenia 443 habitants.

## Demografia

### Població
El 2007 la població de fet de La Rochénard era de 443 persones. Hi havia 150 famílies de les quals 36 eren unipersonals (24 homes vivint sols i 12 dones vivint soles), 41 parelles sense fills, 61 parelles amb fills i 12 famílies monoparentals amb fills.
La població ha evolucionat segons el següent gràfic:
Habitants censats

### Habitatges
El 2007 hi havia 183 habitatges, 155 eren l'habitatge principal de la família, 8 eren segones residències i 19 estaven desocupats. 181 eren cases i 1 era un apartament. Dels 155 habitatges principals, 132 estaven ocupats pels seus propietaris, 18 estaven llogats i ocupats pels llogaters i 5 estaven cedits a títol gratuït; 1 tenia una cambra, 4 en tenien dues, 11 en tenien tres, 39 en tenien quatre i 100 en tenien cinc o més. 122 habitatges disposaven pel capbaix d'una plaça de pàrquing. A 50 habitatges hi havia un automòbil i a 88 n'hi havia dos o més.

### Piràmide de població
La piràmide de població per edats i sexe el 2009 era:
| Homes | Edats   | Dones |
| ----- | ------- | ----- |
| 0     | 95 o +  | 0     |
| 4     | 90 a 94 | 12    |
| 8     | 85 a 89 | 16    |
| 20    | 80 a 84 | 8     |
| 4     | 75 a 79 | 8     |
| 12    | 70 a 74 | 20    |
| 0     | 65 a 69 | 24    |
| 4     | 60 a 64 | 0     |
| 4     | 55 a 59 | 4     |
| 8     | 50 a 54 | 8     |
| 8     | 45 a 49 | 8     |
| 32    | 40 a 44 | 16    |
| 8     | 35 a 39 | 8     |
| 8     | 30 a 34 | 28    |
| 28    | 25 a 29 | 20    |
| 4     | 20 a 24 | 8     |
| 12    | 15 a 19 | 16    |
| 16    | 10 a 14 | 8     |
| 12    | 5 a 9   | 8     |
| 24    | 0 a 4   | 16    |

## Economia
El 2007 la població en edat de treballar era de 263 persones, 200 eren actives i 63 eren inactives. De les 200 persones actives 178 estaven ocupades (96 homes i 82 dones) i 22 estaven aturades (10 homes i 12 dones). De les 63 persones inactives 21 estaven jubilades, 24 estaven estudiant i 18 estaven classificades com a «altres inactius».

### Ingressos
El 2009 a La Rochénard hi havia 165 unitats fiscals que integraven 448,5 persones, la mediana anual d'ingressos fiscals per persona era de 19.187 €.

### Activitats econòmiques
Dels 8 establiments que hi havia el 2007, 2 eren d'empreses de construcció, 3 d'empreses de comerç i reparació d'automòbils, 2 d'empreses d'hostatgeria i restauració i 1 d'una empresa de serveis.
Dels 2 establiments de servei als particulars que hi havia el 2009, 1 era un paleta i 1 lampisteria.
L'any 2000 a La Rochénard hi havia 11 explotacions agrícoles que ocupaven un total de 688 hectàrees.

## Equipaments sanitaris i escolars
El 2009 hi havia una escola elemental integrada dins d'un grup escolar amb les comunes properes formant una escola dispersa.

## Poblacions més properes
El següent diagrama mostra les poblacions més properes.